# Leptanilla vaucheri
Leptanilla vaucheri är en myrart som beskrevs av Carlo Emery 1899. Leptanilla vaucheri ingår i släktet Leptanilla och familjen myror. Inga underarter finns listade i Catalogue of Life.